# Danh sách Công tước nhà Minh
Công tước thời nhà Minh thường được phong cho công thần khai quốc như Từ Đạt,Thường Ngộ Xuân,Lý Thiện Trường,Quách Dũ
Sau này đây thường là tước truy phong cho công thần.Công thần được phong Kim Thư Thiết Khoán,chia làm:
Giúp Thái Tổ dành thiên hạ:Khai quốc phụ vận thôi thành
Giúp Thành Tổ trong chiến dịch Tĩnh Nạn:Phụng thiên Tĩnh Nạn thôi thành
Phụng thiên dực vận thôi thành
Phụng thiên dực vệ thôi thành

## ThờiMinh Thái Tổ

### Việt quốc công
Hồ Đại Hải(truy tặng,thuỵ Võ Trang)

### Tứ quốc công
Cảnh Thái Thành(truy tặng,thuỵ Võ Trang)

### Sái quốc công
Trương Đức Thắng(truy tặng,thuỵ Trung Nghị)

### Lương quốc công
Triệu Đức Thắng(truy tặng,thuỵ Võ Hoàn)

### Vân quốc công
Liêu Vĩnh An(truy tặng,thuỵ Võ An)

### Quách quốc công
Du Thông Hải(truy tặng,thuỵ Trung Liệt)

### Tế quốc công
Đinh Đức Hưng(truy tặng,thuỵ Võ Liệt)

### Tín quốc công
Thang Hoà:vốn chỉ phong hầu,sau phong công,truy tặng Đông Âu vương,thuỵ Tương Vũ

### Ngụy quốc công
Từ Đạt:sau truy tặng Trung Sơn quận vương, con trai trưởng Từ Huy Tổ tập tước Ngụy quốc công.Khi Chu Đệ phát động Tĩnh Nạn chi dịch nhằm chiếm ngôi của Minh Huệ Đế, Từ Huy Tổ chống lại Chu Đệ nhưng thua trận tự sát. Người con trai út của Từ Đạt là Từ Hữu Trinh được Chu Đệ cho tập tước Ngụy quốc công. Sau này cháu mười đời của Trinh,Từ Dận Tước sau khi Nam Kinh thất thủ,đầu hàng nhà Thanh,tức vị Nguỵ quốc công cuối của nhà Minh

### Tuyên quốc công (sau cải Hàn quốc công)
Lý Thiện Trường(phạm tội bị giết)

### Ngạc quốc công
Thường Ngộ Xuân:sau truy phong Khai Bình Vương, thụy Trung Vũ.

### Trịnh quốc công
Thường Mâu: con trai Thường Ngộ Xuân,sau cháu sáu đời của ông là Thường Chấn(常振) làm Hoài Viễn hầu

### Tống quốc công
Phùng Thắng

### Vệ quốc công
Đặng Dũ:sau truy phong Ninh Hòa vương, thụy Vũ Thuận

### Thân quốc công
Đặng Chấn: con Đặng Dũ

## Thời Minh Thành Tổ

### Kỳ quốc công
Khâu Phúc

### Kinh quốc công
Trần Hanh(truy phong)

### Định quốc công
Từ Tăng Thọ:con trai thứ của Từ Đạt, vốn theo phò Chu Đệ lúc Từ Đạt còn sống, sau khi cướp được ngai vàng Chu Đệ đã phong làm Định quốc công.Sau cháu nhiều đời của Thọ là Từ Doãn Trinh chết trên chiến trường,tức vị Định quốc công cuối cùng

### Thành quốc công
Chu Năng:truy phong tước Đông Bình vương, ban thụy hiệu Võ Liệt.Con Năng là Chu Dũng được phong Bình Âm vương.Cháu nhiều đời Dũng Chu Nguyên Thần(朱元臣) là vị Thành quốc công cuối cùng của nhà Minh

### Kiềm quốc công
Mộc Thạch:con trai thứ hai của Kiềm Ninh vương Mộc Anh(con nuôi Minh Thái Tổ). Kể từ khi Mộc Anh trấn thủ Vân Nam (năm 1381) cho tới đời Kiềm quốc công Mộc Thiên Ba (1628), khi nhà Minh sắp mất, thì họ Mộc đã trấn thủ Vân Nam tới 247 năm.

### Vinh quốc công(Anh quốc công)
Trương Ngọc:truy phong,hậu duệ sau này cải phong thành Anh quốc công

### Vinh quốc công
Đào Hoàng Hiếu

## Thời Minh Anh Tông

### Trung quốc công
Thạch Hanh

## Thời Minh Hiến Tông

### Bảo quốc công
Chu Vĩnh:con trai Phủ Vũ bá,sau truy Tuyên Bình vương,thụy Vũ Nghị.Cháu mấy đời của ông,Chu Quốc Bật vốn chỉ là Phủ Vũ hầu,nhà Nam Minh truy phong Bảo quốc công

### Ninh quốc công
Châu Năng (truy phong)

## Thời Minh Hiếu Tông

### Xương quốc công
Trương Loan(truy phong)

## Thời Minh Hy Tông

### Ninh quốc công
Ngụy Lương Khanh:con nuôi Ngụy Trung Hiền

## Thời Minh Tư Tông

### Doanh quốc công
Lưu Ứng Nguyên (truy phong)